# 广场 (西棕榈滩)
广场（The Square），原名迷迭香广场（Rosemary Square）和城市广场（CityPlace），是一个高档生活方式中心，位于美国佛罗里达州西棕榈滩市中心，沿南迷迭香大道（South Rosemary Avenue）。广场属于新都市主义混合用途开发，在建筑上包括地中海复兴和威尼斯元素。面积600,000-平方英尺（56,000-平方），包含60 多家餐厅和商店，以及出租公寓和办公室。
该项目于 2000 年 10 月开业，由几个城市街区组成，主要得益于西棕榈滩的城市更新， 该地区以前曾因犯罪、贫困以及空置和破旧的企业和房屋而臭名昭著。
中心的主角是AMC電影院、LA Fitness和Publix，第四个主角梅西百货已于2017年关闭。热点包括芝樂坊餐館、Brio Tuscan Grille、Sloan's Ice Cream和星巴克。该中心现在位于西棕榈滩娱乐的最前沿，除了购物、餐饮和电影院外，与附近克莱马蒂丝街（Clematis Street）的设施相得益彰。
克拉维斯表演艺术中心和亚历山大·德雷福斯艺术学院、棕榈滩县会议中心与其在步行距离之内。一辆世纪初期的无轨电车在市中心的广场和克莱马蒂丝街之间往返。

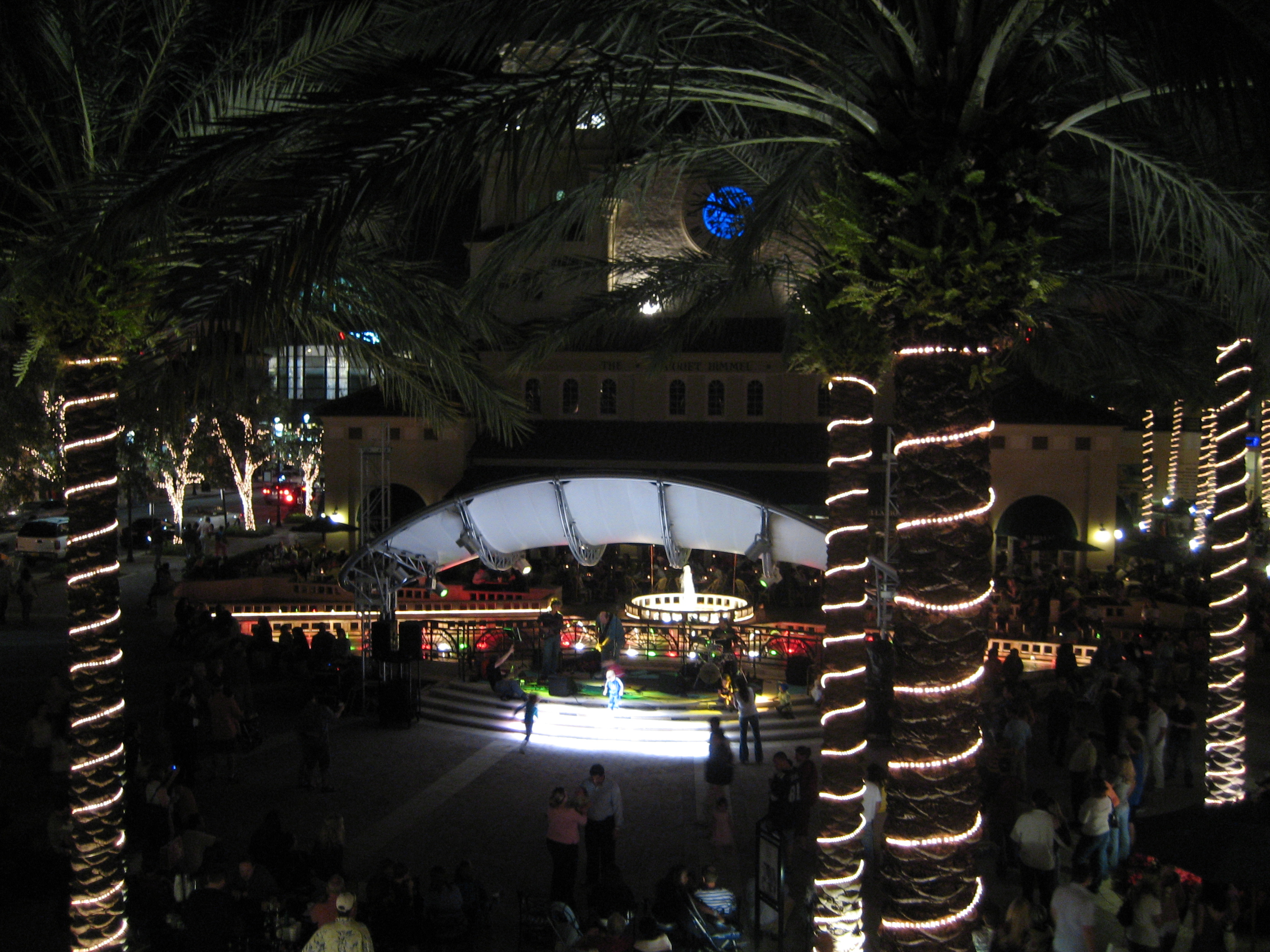
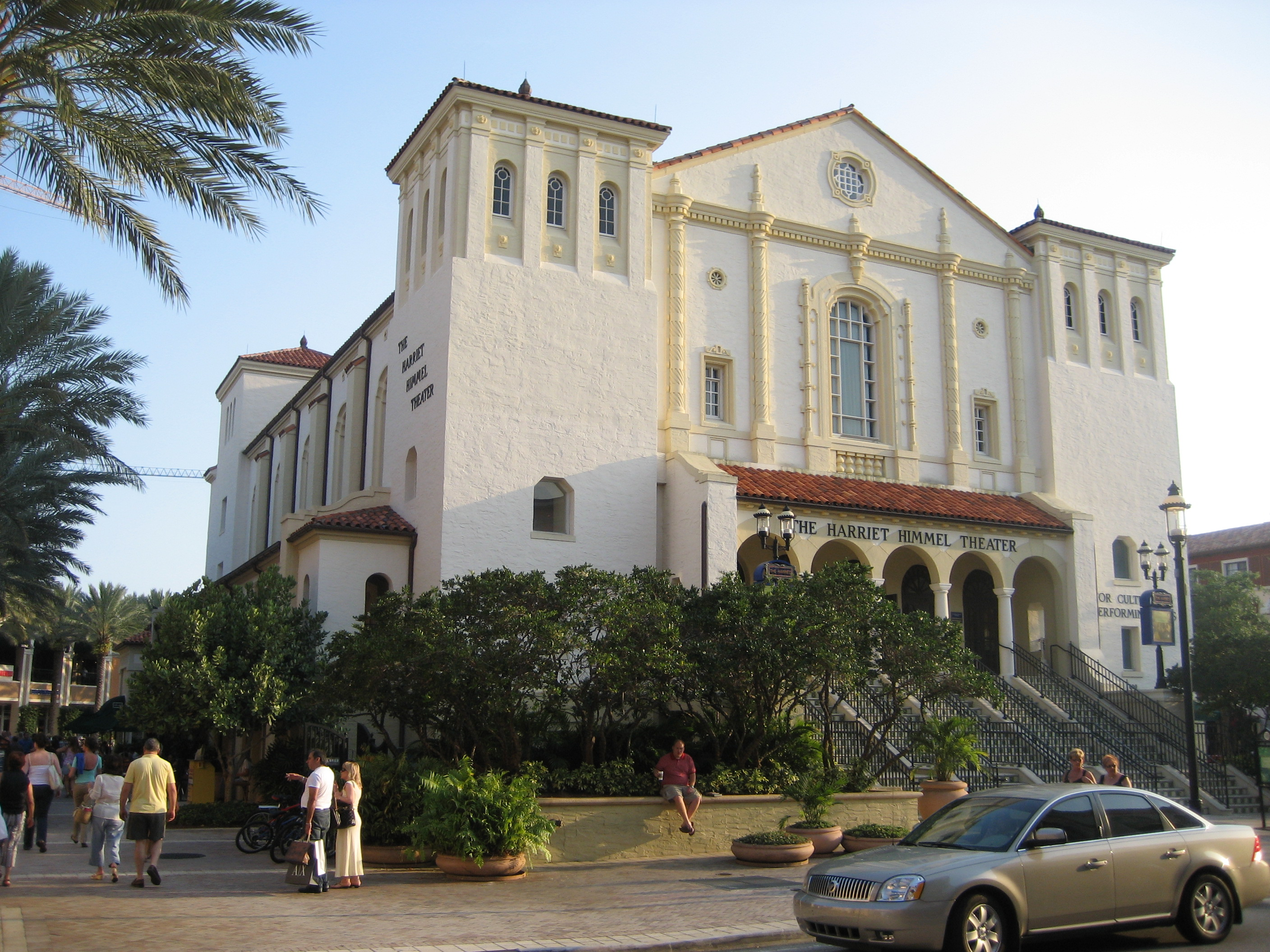
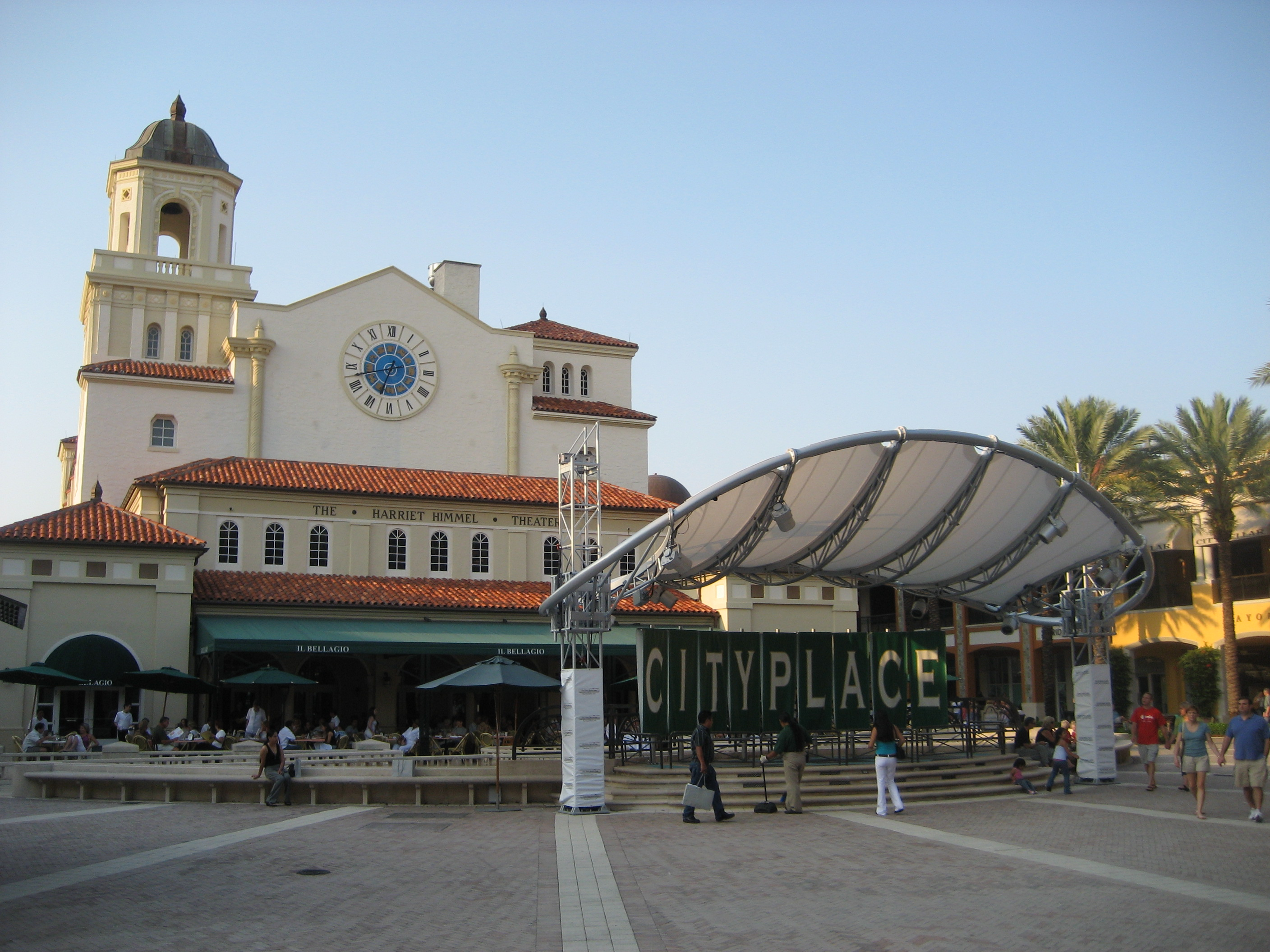
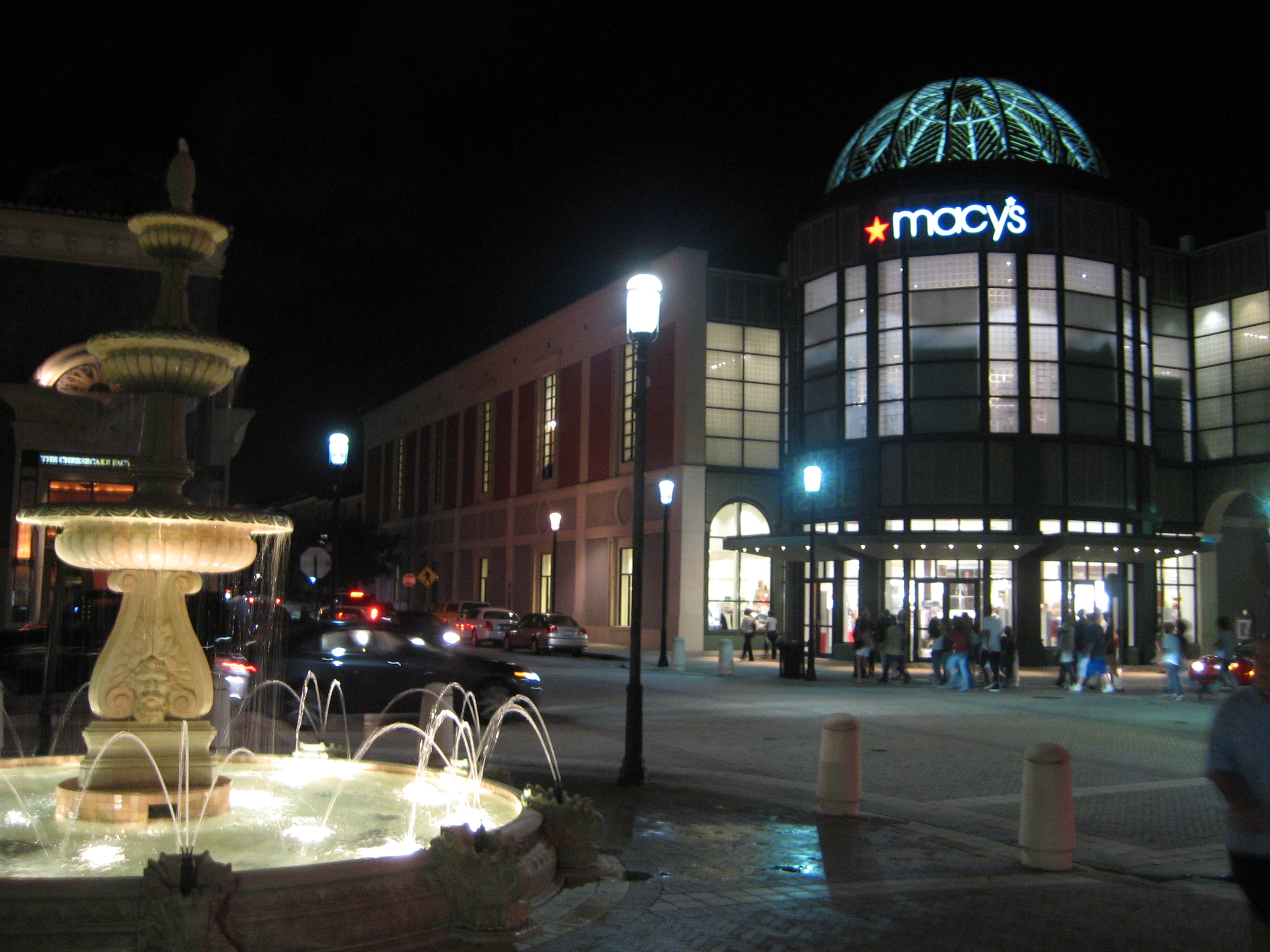
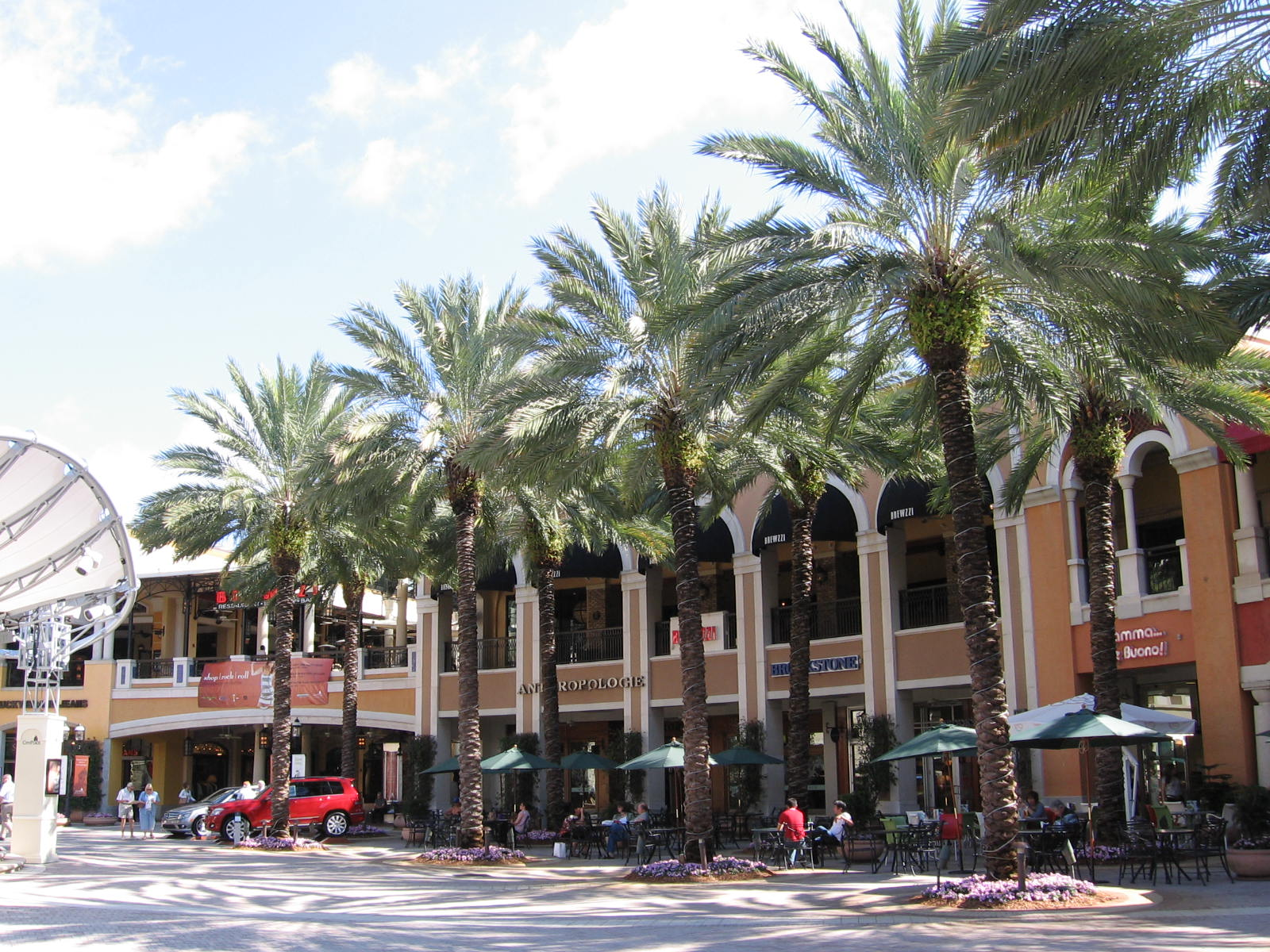